# Millî Lig de 1960–61
A Millî Lig de 1960–61 foi a 3ª temporada do Campeonato Turco de Futebol. Foi disputada entre 27 de agosto de 1960 e 4 de junho de 1961. O Fenerbahçe sagrou-se vencedor do campeonato pela segunda vez, ficando apenas 1 ponto à frente do vice–campeão, Galatasaray.
Pela segunda temporada consecutiva, Metin Oktay, centroavante do Galatasaray, foi o artilheiro do campeonato, marcando 36 gols em 38 jogos (média de 0,95 gol por partida), feito até hoje não alcançado por nenhum jogador que disputou a competição.

## Resumo
Nesta temporada, pela primeira vez um clube de futebol não sediado em Istambul, Ancara ou Esmirna disputou a divisão máxima do futebol turco: o Adana Demirspor, clube da cidade de Adana, após ser promovido das Ligas Regionais Amadoras na temporada anterior, foi uma das 20 equipes participantes da competição. Entretanto, acabou sendo rebaixado após terminar a temporada regular na última colocação e não ter conseguido manter-se na Primeira Divisão Turca após disputar a repescagem.
O campeão nacional Fenerbahçe foi o único clube turco a participar de uma competição europeia na temporada seguinte, classificando-se para a Taça dos Clubes Campeões Europeus de 1961–62. Isso se deu porque a Federação Turca de Futebol decidiu não enviar uma equipe da Turquia para participar da Taça das Cidades com Feiras da temporada seguinte, assim como ainda não havia ingressado oficialmente entre as federações de futebol organizadoras da Taça dos Clubes Vencedores de Taças.

## Classificação Geral
Atualizado em 4 de junho de 1961
| Campeão Turco 1960–61   |
| ----------------------- |
| Fenerbahçe (2.º título) |

## Resultados
| Mandante \ Visitante | ADS | ALT | ATO | AND | AGÜ | BJK | BYK | FNB | FER | GAL | GEN | GÖZ | İST | İZM | FKG | KSK | KAS | PTT | ŞKR | VEF |
| -------------------- | --- | --- | --- | --- | --- | --- | --- | --- | --- | --- | --- | --- | --- | --- | --- | --- | --- | --- | --- | --- |
| Adana Demirspor      | —   | 1–3 | 2–2 | 1–2 | 0–4 | 0–2 | 1–1 | 0–2 | 1–1 | 2–2 | 1–5 | 2–1 | 2–3 | 0–2 | 0–2 | 0–0 | 1–0 | 0–0 | 1–1 | 1–2 |
| Altayspor            | 2–1 | —   | 0–3 | 0–0 | 3–0 | 0–0 | 0–1 | 0–1 | 1–0 | 0–0 | 0–1 | 0–1 | 2–1 | 1–0 | 2–2 | 1–0 | 0–0 | 0–0 | 0–1 | 1–1 |
| Altınordu            | 1–1 | 1–1 | —   | 1–1 | 1–1 | 0–1 | 0–3 | 0–0 | 2–2 | 0–3 | 0–1 | 0–1 | 3–1 | 1–1 | 1–1 | 2–1 | 0–1 | 2–1 | 2–0 | 0–0 |
| Ankara Demirspor     | 2–0 | 0–0 | 2–0 | —   | 4–3 | 0–1 | 3–1 | 2–2 | 1–3 | 0–2 | 1–1 | 1–0 | 2–0 | 1–1 | 2–1 | 0–0 | 0–0 | 1–0 | 0–0 | 0–1 |
| Ankaragücü           | 1–0 | 3–0 | 3–0 | 0–0 | —   | 1–1 | 2–3 | 1–3 | 0–1 | 1–0 | 1–1 | 0–0 | 2–2 | 1–1 | 1–4 | 1–0 | 0–0 | 3–2 | 1–1 | 2–1 |
| Beşiktaş             | 3–0 | 2–1 | 3–1 | 2–1 | 2–1 | —   | 0–2 | 0–1 | 0–0 | 2–0 | 1–1 | 3–1 | 3–0 | 4–2 | 1–1 | 2–0 | 1–1 | 4–2 | 4–0 | 3–0 |
| Beykoz               | 3–0 | 3–1 | 0–0 | 0–1 | 2–1 | 0–0 | —   | 0–0 | 1–0 | 0–0 | 2–0 | 0–0 | 2–2 | 3–0 | 3–1 | 2–1 | 3–2 | 1–0 | 1–1 | 1–2 |
| Fenerbahçe           | 5–0 | 1–1 | 4–0 | 2–0 | 1–0 | 1–3 | 5–2 | —   | 1–0 | 0–5 | 3–3 | 3–1 | 6–2 | 3–0 | 2–0 | 3–1 | 3–0 | 2–1 | 3–0 | 3–0 |
| Feriköy              | 0–0 | 4–1 | 0–0 | 1–0 | 2–2 | 0–0 | 0–3 | 0–1 | —   | 0–1 | 1–1 | 2–1 | 1–0 | 0–0 | 2–1 | 2–1 | 1–0 | 0–0 | 5–1 | 0–0 |
| Galatasaray          | 2–0 | 4–0 | 3–3 | 1–0 | 2–1 | 1–0 | 5–0 | 2–1 | 2–0 | —   | 1–0 | 4–0 | 2–0 | 3–1 | 3–0 | 2–0 | 1–0 | 1–0 | 5–0 | 2–0 |
| Gençlerbirliği       | 1–0 | 1–0 | 1–0 | 4–1 | 1–0 | 1–1 | 0–0 | 1–1 | 3–1 | 3–0 | —   | 2–2 | 3–1 | 1–1 | 4–1 | 0–1 | 1–0 | 2–2 | 1–0 | 2–1 |
| Göztepe              | 2–0 | 2–2 | 1–0 | 3–1 | 1–1 | 0–3 | 3–2 | 0–1 | 3–1 | 1–3 | 2–1 | —   | 3–1 | 1–0 | 2–1 | 0–0 | 1–3 | 1–1 | 0–0 | 0–1 |
| İstanbulspor         | 1–2 | 2–0 | 1–0 | 1–2 | 0–1 | 0–0 | 0–2 | 2–2 | 1–0 | 1–0 | 2–2 | 2–1 | —   | 1–1 | 0–0 | 0–2 | 1–0 | 1–1 | 1–0 | 3–0 |
| İzmirspor            | 0–0 | 1–0 | 2–0 | 1–1 | 1–1 | 0–0 | 0–0 | 0–0 | 1–0 | 2–1 | 0–0 | 1–2 | 1–0 | —   | 0–0 | 0–0 | 1–2 | 4–0 | 1–0 | 0–1 |
| Karagümrük           | 3–0 | 1–1 | 2–1 | 1–0 | 1–0 | 1–2 | 0–0 | 0–1 | 3–0 | 0–0 | 2–1 | 2–0 | 1–4 | 1–2 | —   | 2–0 | 1–2 | 3–1 | 1–1 | 3–0 |
| Karşıyaka            | 1–1 | 1–0 | 3–3 | 2–3 | 1–1 | 3–1 | 0–0 | 1–7 | 4–0 | 0–1 | 3–0 | 6–2 | 2–1 | 0–2 | 3–1 | —   | 1–1 | 0–1 | 3–0 | 0–2 |
| Kasımpaşa            | 1–0 | 1–2 | 0–0 | 0–0 | 2–0 | 0–3 | 0–1 | 0–3 | 0–0 | 0–0 | 0–1 | 1–3 | 1–1 | 2–3 | 1–1 | 1–0 | —   | 0–1 | 1–1 | 1–1 |
| PTT                  | 2–0 | 1–1 | 1–0 | 0–0 | 2–2 | 0–1 | 1–1 | 0–1 | 0–2 | 1–3 | 1–0 | 1–1 | 1–1 | 2–1 | 3–2 | 1–0 | 0–1 | —   | 1–3 | 0–0 |
| Şekerspor            | 1–0 | 2–2 | 3–0 | 3–0 | 0–1 | 3–0 | 1–1 | 0–2 | 0–0 | 0–6 | 2–1 | 1–0 | 0–1 | 0–0 | 1–0 | 3–3 | 1–2 | 1–1 | —   | 0–1 |
| Vefa                 | 0–0 | 2–1 | 1–1 | 2–2 | 1–0 | 0–2 | 1–1 | 1–1 | 1–0 | 0–2 | 3–2 | 1–0 | 1–1 | 1–0 | 1–1 | 1–1 | 0–1 | 0–0 | 1–1 | —   |

## Repescagem
| Pos. | Equipe          | P | J | V | E | D | GP | GC | SG | Classificação                              |
| ---- | --------------- | - | - | - | - | - | -- | -- | -- | ------------------------------------------ |
| 1    | Altayspor       | 7 | 5 | 3 | 1 | 1 | 5  | 1  | 4  | Permaneceram na Millî Lig                  |
| 2    | Altınordu       | 7 | 5 | 3 | 1 | 1 | 8  | 5  | 3  | Permaneceram na Millî Lig                  |
| 3    | Yeşildirek      | 7 | 5 | 3 | 1 | 1 | 8  | 5  | 3  | Promovido à Millî Lig                      |
| 4    | Adana Demirspor | 4 | 5 | 2 | 0 | 3 | 6  | 7  | -1 | Rebaixado para as Ligas Regionais Amadoras |
| 5    | Toprakspor      | 4 | 5 | 1 | 2 | 2 | 5  | 6  | -1 | Permanceram nas Ligas Regionais Amadoras   |
| 6    | Kültürspor      | 1 | 5 | 0 | 1 | 4 | 5  | 13 | -8 | Permanceram nas Ligas Regionais Amadoras   |

## Artilheiros
Atualizado em 4 de junho de 1961
| Pos. | Nome                   | Clube          | Gols |
| ---- | ---------------------- | -------------- | ---- |
| 1    | Metin Oktay            | Galatasaray    | 36   |
| 2    | Lefter Küçükandonyadis | Fenerbahçe     | 17   |
| 2    | Abdullah Ünal          | PTT            | 17   |
| 4    | Zeynel Soyuer          | Gençlerbirliği | 16   |
| 4    | Şenol Birol            | Beşiktaş       | 16   |
| 4    | Ertan Adatepe          | Ankaragücü     | 16   |
| 7    | Ahmet Özacar           | Beşiktaş       | 15   |
| 8    | Yüksel Gündüz          | Fenerbahçe     | 14   |
| 9    | Nedim Doğan            | İstanbulspor   | 12   |
| 9    | Şirzat Dağcı           | Beykoz         | 12   |